# Wagatsuma-san wa ore no yome
Wagatsuma-san wa ore no yome (我妻さんは俺のヨメ?), noto anche con il titolo My Wife is Wagatsuma-san, è un manga scritto da Yū Kuraishi e disegnato da Keishi Nishikida, pubblicato dalla Kōdansha dal 2011 al 2014, per un totale di tredici volumi.

## Trama
Hitoshi Aoshima è un liceale segretamente innamorato della bellissima e apparentemente irraggiungibile Ai Wagatsuma; all'improvviso giunge dieci anni nel futuro, capisce di essersi sposato proprio con Ai. Tornato nel passato sfrutta ciò che ha scoperto sulla ragazza, salvo capire in seguito che le sue azioni possono modificare ciò che lo aspetta; in particolare, la ragazza rischia di finire vittima di un terribile incidente.

## Manga

### Volumi
| Nº | Data di prima pubblicazione | Data di prima pubblicazione | Data di prima pubblicazione |
| Nº | Giapponese                  | Giapponese                  |                             |
| -- | --------------------------- | --------------------------- | --------------------------- |
| 1  | 17 febbraio 2012            | ISBN 978-4-06-384638-6      |                             |
| 2  | 14 settembre 2012           | ISBN 978-4-06-384726-0      |                             |
| 3  | 16 novembre 2012            | ISBN 978-4-06-384774-1      |                             |
| 4  | 17 gennaio 2013             | ISBN 978-4-06-384801-4      |                             |
| 5  | 17 aprile 2013              | ISBN 978-4-06-384850-2      |                             |
| 6  | 17 luglio 2013              | ISBN 978-4-06-384895-3      |                             |
| 7  | 17 settembre 2013           | ISBN 978-4-06-394929-2      |                             |
| 8  | 15 novembre 2013            | ISBN 978-4-06-394966-7      |                             |
| 9  | 17 gennaio 2014             | ISBN 978-4-06-394996-4      |                             |
| 10 | 17 marzo 2014               | ISBN 978-4-06-395030-4      |                             |
| 11 | 17 giugno 2014              | ISBN 978-4-06-395081-6      |                             |
| 12 | 16 agosto 2014              | ISBN 978-4-06-395161-5      |                             |
| 13 | 17 ottobre 2014             | ISBN 978-4-06-395217-9      |                             |